# Wilhelm Spies (Jurist, 1830)
August Carl Friedrich Wilhelm Spies (* 15. Mai 1830 in Wolfenbüttel; † 23. Dezember 1901 in Braunschweig) war ein Braunschweiger Justiz- und Kultusminister und deutscher Reichsgerichtsrat.

## Leben
1850 schloss er sich der Alten Göttinger Burschenschaft Alemannia an. Seit dem 2. Mai 1853 war er Mitglied der Göttinger "Brunsviga". Nach Studium und Promotion trat er 1854 in den Braunschweiger Staatsdienst. Zusammen mit seinem Bruder, dem späteren Konsistorialpräsidenten Gustav Spies (1833–1910) gehörte er, wie auch Wilhelm Raabe, dem "Kaffee" an. Im Kaffee trafen sich ehemalige Mitschüler des Gymnasiums in Wolfenbüttel. 1870 heiratete er – wie auch sein Bruder Gustav- eine Tochter des Obergerichtsvizepräsidenten Carl Christian Gebhard Knittel, eines Enkels des Entdeckers eines Teiles der gotischen Bibelübersetzung des Bischofs Ulfilas, Franz Anton Knittel. Nachdem er ab 1873 als Lehrbeauftragter Rechtswissenschaft am Collegium Carolinum. in Braunschweig unterrichtete, wurde er 1874 Obergerichtsrat in Wolfenbüttel. 1879 kam er an das neugegründete Reichsgericht – zunächst in den III. Strafsenat. Nach intensiver persönlicher Einflussnahme des Braunschweiger Prinzregenten Prinz Albrecht von Preußen und des späteren Staatsministers Albert von Otto und längerem Zögern trat er 1889 aus dem Reichsdienst aus und wurde Justiz- und Kultusminister im Herzogtum Braunschweig. 
Vom 1. April 1889 bis zum 1. Januar 1900 war er Wirklicher Geheimrat und "stimmführendes Mitglied" des herzoglichen Staatsministeriums. 1891 erhielt er das Prädikat "Exzellenz" und das Großkreuz des Ordens Heinrichs des Löwen. Am 1. Januar 1900 wurde er auf seine Bitte pensioniert und erhielt den Preußischen Kronenorden I. Klasse. Er starb am 23. Dezember 1901.